# Blauscheitelmotmot

Verbreitungsgebiet des Blauscheitelmotmots

Der Blauscheitelmotmot (Momotus coeruliceps, Synonym: Prionites coeruliceps) ist eine Vogelart aus der Familie der Sägeracken (Momotidae).
Der Vogel kommt in Mexiko, Costa Rica und Panama vor auf der Karibikseite von Nuevo León und Tamaulipas, regional in Costa Rica und auf der Pazifikseite von Chiapas bis Westpanama und Azuero. Das Verbreitungsgebiet ist zusammen mit dem Braunscheitelmotmot (Momotus mexicanus) das nördlichste aller Motmots (Momotidae).
Die Art war ursprünglich als eigenständig angesehen worden, später wurde sie dann zusammen mit dem Blauscheitelmotmot (Momotus coeruliceps), dem Rötelbauchmotmot (Momotus subrufescens) und dem Hochlandmotmot (Momotus aequatorialis) als Unterarten des breit angelegten, auf Englisch „Blue-crowned Motmot“ genannten Momotus momota sensu lato (im weiteren Sinne), dem jetzigen Amazonasmotmot (Momotus momota)
angesehen und als Momotus momota coeruliceps bezeichnet.
Nach einer taxonomischen Revision wurde die Art wieder als selbständig anerkannt.
Der Lebensraum ist vielfältig und umfasst tropischen immergrünen Tieflandwald, trockenere Wälder, baumbestandene Schluchten, schattigen Sekundärwald, Gärten und Kaffeeplantagen, bevorzugt werden hohe Bäume mit dichter Krone und lichtem Unterholz.
Der Artzusatz kommt von lateinisch caeruleus ‚himmelblau‘ und lateinisch -ceps ‚köpfig‘.

## Merkmale
Die Art ist 38–43 cm groß und wiegt etwa 115 g. Namensgebend ist die vollständig türkisblaue Kopfkappe ohne schwarz am Scheitel wie bei allen anderen Verwandten. Dieser Motmot ist groß mit langem Schwanz und auffallendem Spatel an der Sitze. Die Oberseite ist grün. Ein Kennzeichen ist die schwarze Maske von der Schnabelbasis, den Zügeln seitlich über die Wangen bis zu den Ohrdecken. Von der Stirn bis zum Nacken bilden dunkelblaue Federn einen kurzen Kamm. Die Geschlechter unterscheiden sich nicht.
Nacken, Rücken und Bürzel sind olivgrün, die Flügel grünlicher, an den Hand- und Armschwingen grünlichblau. Die Schwanzoberseite ist grün oder bläulichgrün, zur Spitze hin etwas mehr bläulich, die Spatel sind blau mit breiten schwarzen Spitzen.
Kinn, Kehle und untere Wangen sind bläulichgrün. Die Brust variiert zwischen gelbbraunoliv und hellem olivgrün, der Bauch ist heller und grüner. In der Brustmitte steht ein Büschel schmaler schwarzer Federn mit hell grünlich-blauer Umrandung.
Die Iris ist matt rot, der Schnabel schwarz, an der Basis bräunlichweiß, die Beine und Füße sind rotbraun bis schwarz.
Jungvögel sind matter gefärbt, die Stirn ist graubraun oder gräulich, der schwarze Kamm ist größer, die Unterseite mehr rötlich, das schwarze Büschel vorne am Hals mittig fehlt, ebenso die verlängerten mittleren Steuerfedern, auch ist und die Textur des Gefieders lockerer.
Südlich im Verbreitungsgebiet kommt der ähnliche Türkisbrauenmotmot (Eumomota superciliosa) vor, der aber kleiner ist, längere unbefiederte Schafte der mittleren Steuerfedern und blaue Flugfedern im Kontrast zu den Flügeldecken und dem Körper aufweist, Nacken und Scheitel sind grün, der Rücken mittig rotbraun, nicht grün, außerdem hat er einen schwarz und türkisfarbenen Streifen an der Kehle mittig, der beim Blauscheitelmotmot fehlt.

## Geografische Variation
Die Art ist monotypisch.
Es wurden Hybride zwischen dem Blauscheitelmotmot und dem Diademmotmot (Momotus lessonii) Momotus coeruliceps x lessonii nachgewiesen.

## Stimme
Der Gesang des Männchens wird als sanftes, klingendes „hoop-hoop“ oder „coot-coot“, meist in der Dämmerung oder als charakteristisches „oot-oot“ wie eine Eule (Strigiformes) beschrieben, auch ein aggressives heiseres trocken gehustetes Bellen kommt vor. Der Alarmruf ist ein hartes, hohl klingendes „kluk-kluk-kluk“, auch ein „wuuh wuh-wuh-wuh-wuh-wuh-wuh-wuh“, das an einen Brillenkauz (Pulsatrix perspicillata) erinnert.

## Lebensweise
Die Art ist meist einzeln oder paarweise anzutreffen. Sie ist ein Allesfresser, bevorzugt Insekten , aber auch Beerenobst, Käfer, auch große Zikaden, Gespenstschrecken, Heuschrecken, Larven aller Art, seltener Spinnentiere und kleine Echsen. Gejagt wird von einem Ansitz im Unterwuchs aus, manchmal folgt sie auch Wanderameisen. Selbst kann sie Beute des Schneebussards (Pseudastur albicollis) werden.
Das Nest wird bereits im August bis Oktober während der Regenzeit am Ende einer Höhle oder eines Tunnels im Boden oder an einer Böschung gegraben, die Brutzeit liegt zwischen März und April.
Das Gelege besteht aus 3 weißen Eiern, die von beiden Elternvögeln bebrütet werden über etwa 3 Wochen.

## Gefährdungssituation
Der Bestand gilt als „nicht gefährdet“ (Least Concern).